# 탱커레이

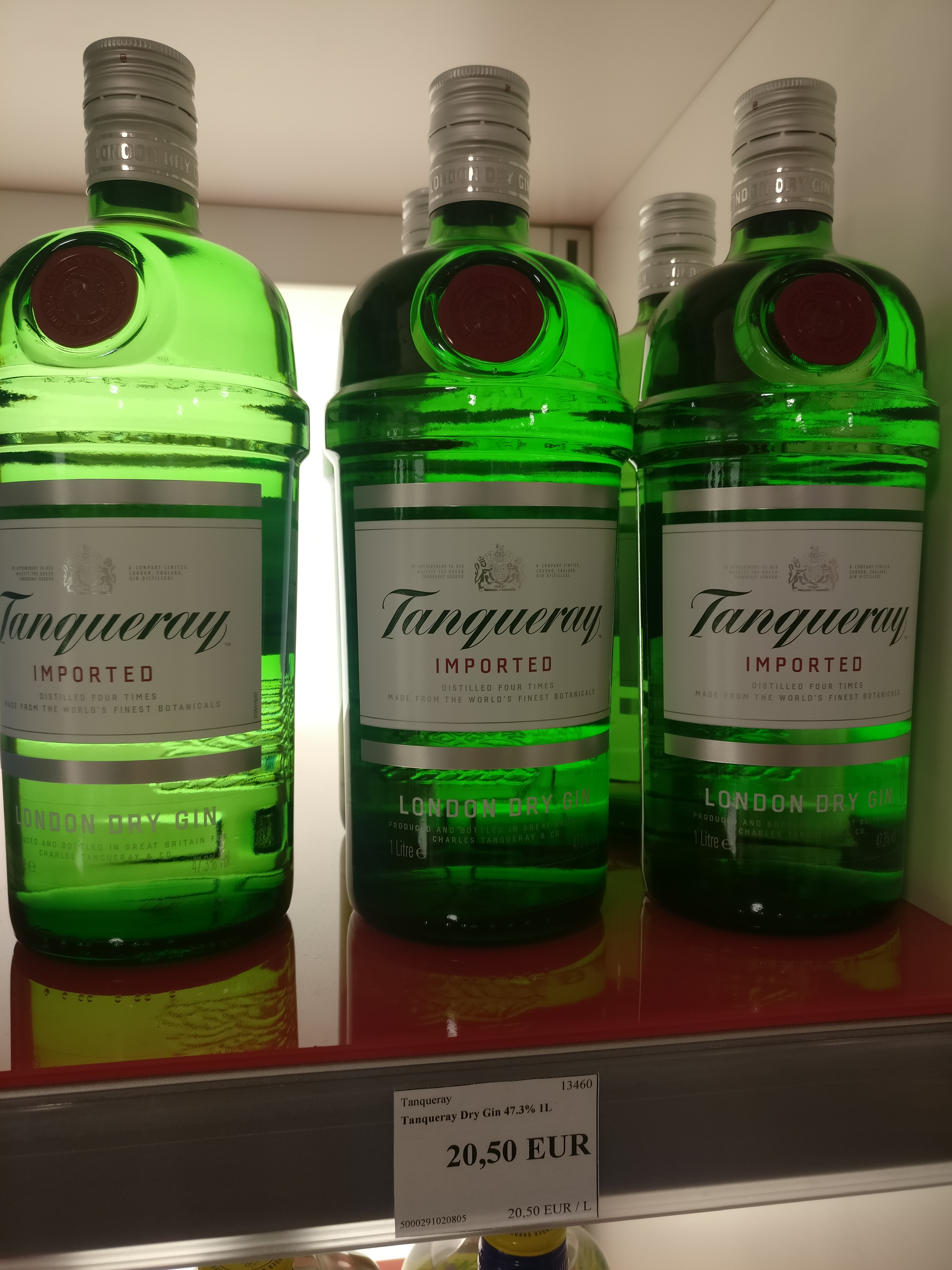

탱커레이(Tanqueray)는 디아지오(Diageo plc)에서 생산하는 진 브랜드이다. 이 브랜드는 런던에서 시작되었다. 자국 시장에서 상당한 시장 점유율을 차지하지는 않지만 가장 큰 시장은 미국이다.
탱커레이는 런던 드라이 진으로, 증류 과정과 런던 블룸스베리의 원산지를 반영한다. 런던 드라이 진은 곡물을 이중 증류하여 만들어지며 두 번째 증류 과정에서 엄선된 식물 성분이 첨가된다. 탱커레이 제조법은 철저하게 보호되는 영업 비밀이지만 4가지 식물 성분(주니퍼, 고수풀, 안젤리카 뿌리 및 감초)이 포함되어 있는 것으로 알려져 있으며, 전체적으로 진 생산에 사용되는 모든 일반적인 식물 성분이다.
이것은 Diageo의 16개 "전략적 브랜드" 중 하나로 전 세계 판촉 및 유통에 우선순위를 두고 있다.

## 역사
탱커레이 진은 1830년 런던의 블룸즈버리 지역에 있는 찰스 탱커레이에 의해 처음 증류되었다. 에드워드 앤드 찰스 탱커레이(Edward & Charles Tanqueray & Co) 소매점은 1838년 런던의 바인 스트리트(Vine Street)에 설립되었다. 1868년 그의 아들 찰스 워(Charles Waugh) 탱커레이가 증류소를 물려받았고 이 증류소는 제2차 세계대전 중에 심하게 손상될 때까지 계속 운영되었다. 현재 "Old Tom"으로 알려진 추축국 폭격에서 살아남은 유일한 건물은 이후 스코틀랜드의 카메론 브리지(Cameron Bridge)로 이전되었다.
더 스피리츠 비즈니스(The Spirits Business)의 보고서에 따르면 탱커레이는 2016년 세계에서 가장 많이 팔린 진으로, 거의 300만 9리터 케이스가 판매되었다.